# Liga Nacional de Guatemala 1957-58
La Liga Nacional de Guatemala 1957/58 es el noveno torneo de Liga de fútbol de Guatemala. El campeón del torneo fue el Comunicaciones, consiguiendo su segundo título de liga.

## Formato
El formato del torneo era de todos contra todos a dos vueltas, al ganar el partido se otorgaban 2 puntos, si era empate era un punto, por perder el partido no se otorgaban puntos. En caso de empate por puntos se realizaría una serie extra de dos partidos a visita recíproca para determinar quien era el campeón. El último lugar eran relegado al descenso.

## Equipos participantes
| Club                | Ciudad              | Departamento   |
| ------------------- | ------------------- | -------------- |
| Aurora FC           | Ciudad de Guatemala | Guatemala      |
| Chichicaste         | Ciudad de Guatemala | Guatemala      |
| Comunicaciones      | Ciudad de Guatemala | Guatemala      |
| Deportivo Escuintla | Escuintla           | Escuintla      |
| Folgar              | Ciudad de Guatemala | Guatemala      |
| IRCA                | Ciudad de Guatemala | Guatemala      |
| Municipal           | Ciudad de Guatemala | Guatemala      |
| Tipografía Nacional | Ciudad de Guatemala | Guatemala      |
| Universidad         | Ciudad de Guatemala | Guatemala      |
| Xelajú MC           | Quetzaltenango      | Quetzaltenango |

## Posiciones
|  | Pos. | Equipos             | PJ | PG | PE | PP | GF | GC | Dif. | PTS | Clasificación |
|  | ---- | ------------------- | -- | -- | -- | -- | -- | -- | ---- | --- | ------------- |
|  | 1º   | Comunicaciones      | 18 | 13 | 4  | 1  | 38 | 11 | +27  | 30  | Campeón       |
|  | 2º   | Municipal           | 18 | 10 | 3  | 5  | 31 | 22 | +9   | 23  |               |
|  | 3º   | Aurora              | 18 | 11 | 1  | 6  | 35 | 24 | +11  | 23  |               |
|  | 4º   | Xelajú MC           | 18 | 8  | 3  | 7  | 30 | 26 | +4   | 19  |               |
|  | 5º   | Universidad SC      | 18 | 8  | 2  | 8  | 37 | 37 | 0    | 18  |               |
|  | 6º   | Folgar              | 18 | 8  | 2  | 8  | 35 | 40 | -5   | 18  |               |
|  | 7º   | Tipografía Nacional | 18 | 5  | 7  | 6  | 27 | 25 | +2   | 17  |               |
|  | 8º   | Chichicaste         | 18 | 5  | 3  | 10 | 26 | 40 | -14  | 13  |               |
|  | 9°   | IRCA                | 18 | 5  | 2  | 11 | 27 | 39 | -12  | 12  | Descenso      |
|  | 10º  | Escuintla           | 18 | 2  | 3  | 13 | 20 | 42 | -22  | 7   |               |
|  |      |                     |    |    |    |    |    |    |      |     |               |

## Partido por el segundo lugar
| 1958 | Municipal | 2:1 | Aurora | Estadio Mateo Flores, Ciudad de Guatemala |  |
| Debido a que tenían igualdad de puntos (23) y como no se tomaba en cuenta la diferencia de goles, se hizo este desempate por el subcampeonato |           |     |        |                                           |  |

## Campeón
| Campeón Temporada 1957-58 |
| Comunicaciones 2º Título  |
| ------------------------- |